# 王鵬龍
王 鵬龍（おう ほうりゅう、1991年〈平成3年〉8月6日 - ）は、日本生まれ中国国籍の実業家。東京都品川区出身。
株式会社バタフライピー研究所 創業者兼代表取締役社長。バタフライピー産業推進団体 代表。アイリス・ジャパン合同会社 代表。

## 来歴
1991年（平成3年）両親が中国籍のため、日本生まれ日本育ちの中国人として育つ。
2005年（平成17年）中国上海の卓球学校へ留学するも、卓球学校を初日で辞退し、上海現地のインターナショナルスクールへ転入。
2008年（平成20年）中国上海にて関連商材の貿易事業を開始。
2013年（平成25年）中国国営メディア局へ出向し、日本情報を紹介するTV番組放送や雑誌出版などを歴任。
2014年（平成25年）日本へ帰国、GMOグループへ参画、デジタルコンテンツやファッション系アプリの事業運営を歴任。
2017年（平成28年）アイリス・ジャパン合同会社を設立。キャラクターやアニメ、ゲームなどのプロデュース業を歴任。
2019年（平成31年）全世界3億ダウンロードの人気ゲームアプリ「荒野行動」の初となるTV番組のプロデューサーを歴任。
2021年（令和3年）沖縄にて株式会社バタフライピー研究所創業、代表取締役に就任。同年3月、バタフライピー産業推進団体発足、代表理事に就任。

## 出演
- 『おきなわHOTeye』（NHK沖縄、2023年9月 - ）
- 『OTV Live News イット!』（沖縄テレビ放送、2021年8月 - ）
- 『ユーグラデーションタイム チョイス!!』（ラジオ沖縄、2021年9月 - ）
- 『QAB NEWS Headline』（QAB琉球朝日放送、2021年10月 - ）
- 『RBC NEWS Link』（琉球放送、2021年10月 - ）
- 『明言深聞[3]』（沖縄タイムス、2021年3月 - ）
- 『あまくま歩人』（テレビにらい、2022年5月 - ）
- 『Fine!』（エフエム沖縄、2022年10月 - ）